# À la recherche du plaisir
Pour plus de détails, voir Fiche technique et Distribution.
À la recherche du plaisir (Alla ricerca del piacere) est un giallo italien écrit et réalisé par Silvio Amadio, sorti en 1972.

## Synopsis
Greta Franklin, une superbe blonde américaine, arrive sur une île d'Italie pour devenir la nouvelle secrétaire du célèbre romancier Richard Stuart, marié à la sexy Eleanora. Mais Greta recherche avant tout sa petite amie disparue Sally, qui occupait le même poste qu'elle avant de ne plus donner de nouvelles.  
Rapidement, Eleanora, bisexuelle, fait des avances à Greta puis la drogue pour qu'elle assouvisse tous ses désirs. Sous son influence, Greta devient son jouet sexuel. Un soir, lors d'une fête, Richard, aussi pervers que son épouse, projette une version érotique du Petit Chaperon rouge. Droguée et sous l'emprise de l'alcool, Greta reconnaît Sally dans le film amateur. Richard, troublé par sa réaction, arrête aussitôt la projection.
Le lendemain, Greta décide de poursuivre son enquête. Dans la dernière lettre de Sally qu'elle a reçue, celle-ci lui confie ses craintes et ses peurs. Le commissaire de police refuse d'enquêter prétextant qu'elle est partie de l'île.
Les jours suivants, au cours de ses investigations, Greta découvre une photo partiellement brûlée de Sally dans la cave de l'écrivain. Elle découvre finalement que son amie est morte accidentellement lors d'un jeu sexuel organisé par les Stuart, tous les deux libertins et sado-masochistes. Sally a été étranglée par Rocco, un pêcheur rustre et proche du couple, et ce dernier s'avère être complice de Eleanora qui propose à Greta de participer à une partie de triolisme avec elle et lui. Dans l'unique but qu'il étrangle Greta à son tour...
Trahie par sa propre curiosité, Greta découvre qu'elle est tombée dans un piège dangereux voire mortel.

## Fiche technique
- Titre original : Alla ricerca del piacere
- Titre français : À la recherche du plaisir
- Réalisation et scénario : Silvio Amadio
- Montage : Antonio Siciliano
- Musique : Teo Usuelli
- Photographie : Aldo Giordani
- Production : Italo Zingarelli
- Pays de production :  Italie
- Langue originale : italien
- Format : couleur
- Genre : Giallo
- Durée : 98 minutes
- Dates de sortie : 
  - Italie : 21 mars 1972

## Distribution
- Farley Granger : Richard Stuart
- Barbara Bouchet : Greta Franklin
- Rosalba Neri : Eleanora Stuart
- Nino Segurini : Le commissaire Antonelli
- Dino Mele : Sandro
- Umberto Raho : Giovanni, le majordome
- Patrizia Viotti : Sally Reece
- Petar Martinovitch : Rocco